# Oak Hill (Tennessee)
Oak Hill is een plaats (city) in de Amerikaanse staat Tennessee, en valt bestuurlijk gezien onder Davidson County.

## Demografie
Bij de volkstelling in 2000 werd het aantal inwoners vastgesteld op 4493.
In 2006 is het aantal inwoners door het United States Census Bureau geschat op 4825, een stijging van 332 (7.4%).

## Geografie
Volgens het United States Census Bureau beslaat de plaats een oppervlakte van
20,7 km², waarvan 20,4 km² land en 0,3 km² water. Oak Hill ligt op ongeveer 207 m boven zeeniveau.

## Plaatsen in de nabije omgeving
De onderstaande figuur toont nabijgelegen plaatsen in een straal van 12 km rond Oak Hill.